# BS松竹東急ベースボールシアター
『BS松竹東急ベースボールシアター』（ビーエス・しょうちくとうきゅう・ベースボールシアター。2022年は『BS松竹東急ナイター』（ビーエス・しょうちくとうきゅう・ナイター））は、2022年8月から2025年6月までBS松竹東急で随時生放送されているプロ野球中継である。

## 概要
同番組は開局初年度の2022年8月に、オリックス・バファローズが主管する2試合（8月5日：北海道日本ハムファイターズ戦、10日：東北楽天ゴールデンイーグルス戦 会場：いずれも京セラドーム大阪）を生中継し、2023年度はタイトルを現在の「ベースボールシアター」に改めたうえで、オリックス主管16試合（いずれも会場：京セラドーム大阪）、並びに千葉ロッテマリーンズが主管するオリックス戦4試合（いずれも会場：ZOZOマリンスタジアム）の20試合を生中継した。
2024年は、26試合（オリックス主管18試合〈1試合のみ沖縄セルラースタジアム那覇、それ以外は京セラドーム大阪〉、ビジター8試合〈千葉ロッテ主管4、福岡ソフトバンクホークス・埼玉西武ライオンズ主管各2〉）を放送。中継では「野球は極上のドラマだ!」をテーマに、オリックスの選手の個性を重視した応援実況を展開。また解説者にもオリックスのOBを中心に起用した。同年9月4日・5日にはオリックス戦以外かつセントラル・リーグのカードでは初めて、横浜DeNAベイスターズ対広島東洋カープ戦を独自の実況で制作して中継した。映像はTBSテレビからDeNA球団経由での映像提供ながら、スコア表示はオリックス戦中継と共通デザインの独自のものに差し替えたが、色調はDeNA球団のチームカラーに合わせてオリックス戦の紺色から明るめの青色に変えていた。同年10月17日には、2024年のパシフィック・リーグクライマックスシリーズ『福岡ソフトバンク対北海道日本ハム』の第2戦を放送することが決定し、その中で、にんべんの協賛により、「60周年ロゴ入り つゆの素1L（3倍濃厚）×6本セット 各試合10名様」の視聴者プレゼントキャンペーン企画を行った。なお、20日の第5戦にも同じ企画趣旨の放送が予定されていたが、福岡ソフトバンクの4連勝（アドバンテージ1含む）によりCS優勝=2024年の日本シリーズ進出により第3戦で終了、打ち切りとなったため取りやめとなった。
2025年は、BS松竹東急が同年6月30日をもって放送を終了すると発表したため、9試合に留まっている。なお、それ以前の時点では7月以降の中継日程も発表されていたが、7月1日よりBS松竹東急を継承して開局したJ:COM BSは、7月に最初予定されていた10日のオリックス対ソフトバンク戦中継をテレビドラマの再放送に変更していることから、2025年度は残り試合の放送権を放棄したとみられる（番組編成も9月までは10:00開始の暫定的なものとなっている）。また本格編成に移行後の2026年以降にプロ野球中継を再開するかどうかは未定。
結果的に、2025年6月11日の千葉ロッテ対広島戦がBS松竹東急での最後の中継となった。同年5月1日のソフトバンク対日本ハム戦は、球団制作中継をスポーツライブ+と同時放送とした。同様に、6月10日・11日の千葉ロッテ対広島戦は、球団制作中継を日テレNEWS24と同時放送とした。

## 基準放送時間
ナイターの場合、17:59 - （最大）22:30。試合が早く終了した場合はフィラー放送あり。

## 解説・アナウンサー
太字は阪急・近鉄・オリックスOB。
解説者
- 野田浩司（阪神OBでもある）
- 佐藤義則
- 小川博文（横浜OBでもある）
- 鉄平（中日・楽天OB）
- 西村徳文（ロッテOB。元ロッテ・オリックス監督）
- 高橋慶彦（広島・ロッテ・阪神OB。元ダイエー・ロッテ・オリックスコーチ）
- 坂口智隆（ヤクルトOBでもある）
- 仁志敏久（巨人・横浜OB、元DeNAコーチ。DeNA戦を担当。2025年より西武のコーチに就任するため出演終了）
- 阿波野秀幸（巨人・横浜OBでもある。元巨人・横浜・中日コーチ。2025年4月25日のDeNA×広島戦で初出演）
- 攝津正（スポーツライブ+と同時放送の、2025年5月1日のソフトバンク×日本ハム戦を担当）
- G.G.佐藤（日テレNEWS24と同時放送の、2025年6月10日のロッテ×広島戦を担当）
- 清水直行（日テレNEWS24と同時放送の、2025年6月11日のロッテ×広島戦を担当）

実況
- 加藤暁
- 田中大貴（DeNA戦も担当）
- 林正浩（DeNA戦も担当）
- 大前一樹（オリックスに球団職員として在籍経験あり）
- 谷口廣明（2025年4月25日のDeNA×広島戦を担当）
- 信川竜太（スポーツライブ+と同時放送の、2025年5月1日のソフトバンク×日本ハム戦を担当）
- 吉田伸男（日テレNEWS24と同時放送の、2025年6月10日・11日のロッテ×広島戦を担当）

リポーター
- 海里（スポーツライブ+と同時放送の、2025年5月1日のソフトバンク×日本ハム戦を担当）
- 南隼人（日テレNEWS24と同時放送の、2025年6月10日・11日のロッテ×広島戦を担当）